# Демар Дерозан
Демар Дарнелл Дерозан (англ. DeMar Darnell DeRozan, нар. 7 серпня 1989, Комптон, США) — американський професійний баскетболіст, що виступає за команду НБА «Чикаго Буллз». Гравець національної збірної США. Чемпіон світу 2014 року, Олімпійський чемпіон 2016 року.

## Ігрова кар'єра

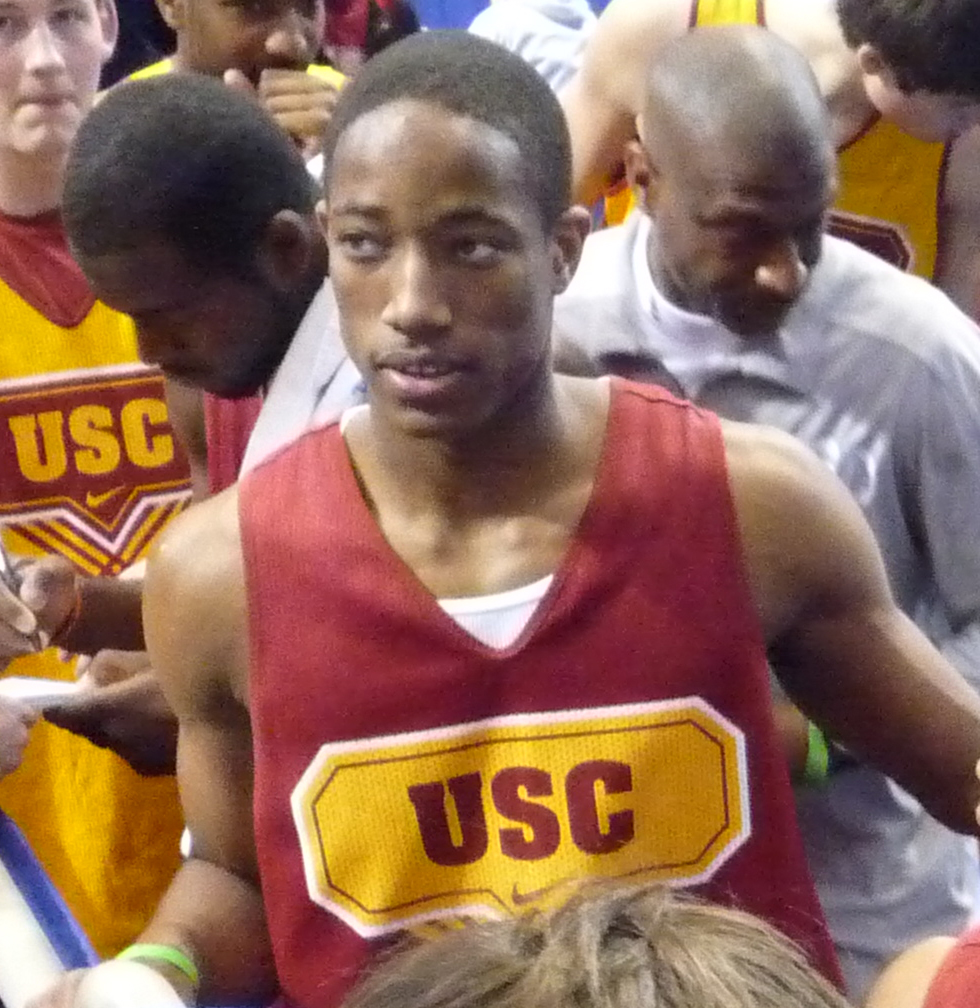
ДеРозан у студентські роки

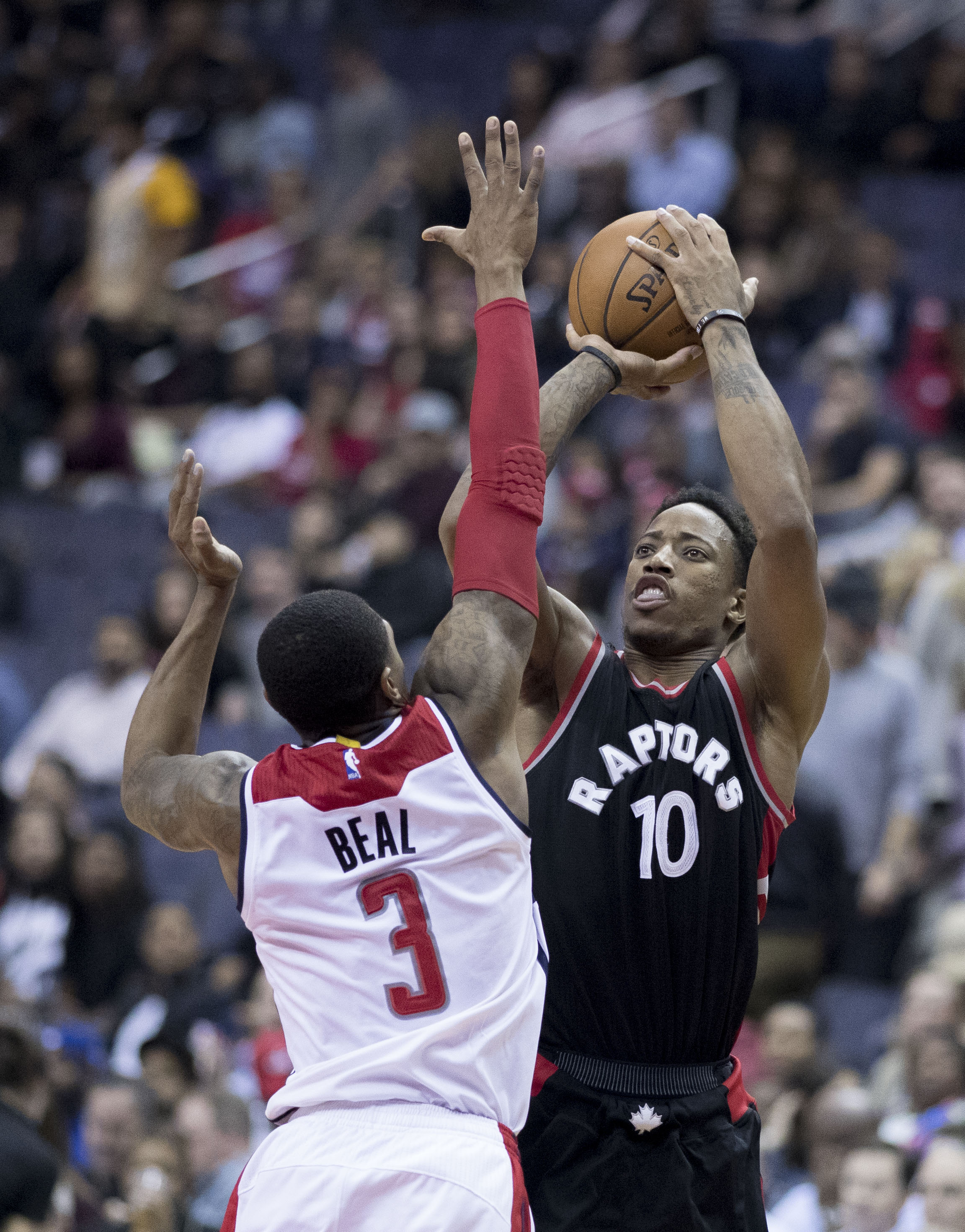
ДеРозан у грі проти Бредлі Біла у 2016 році

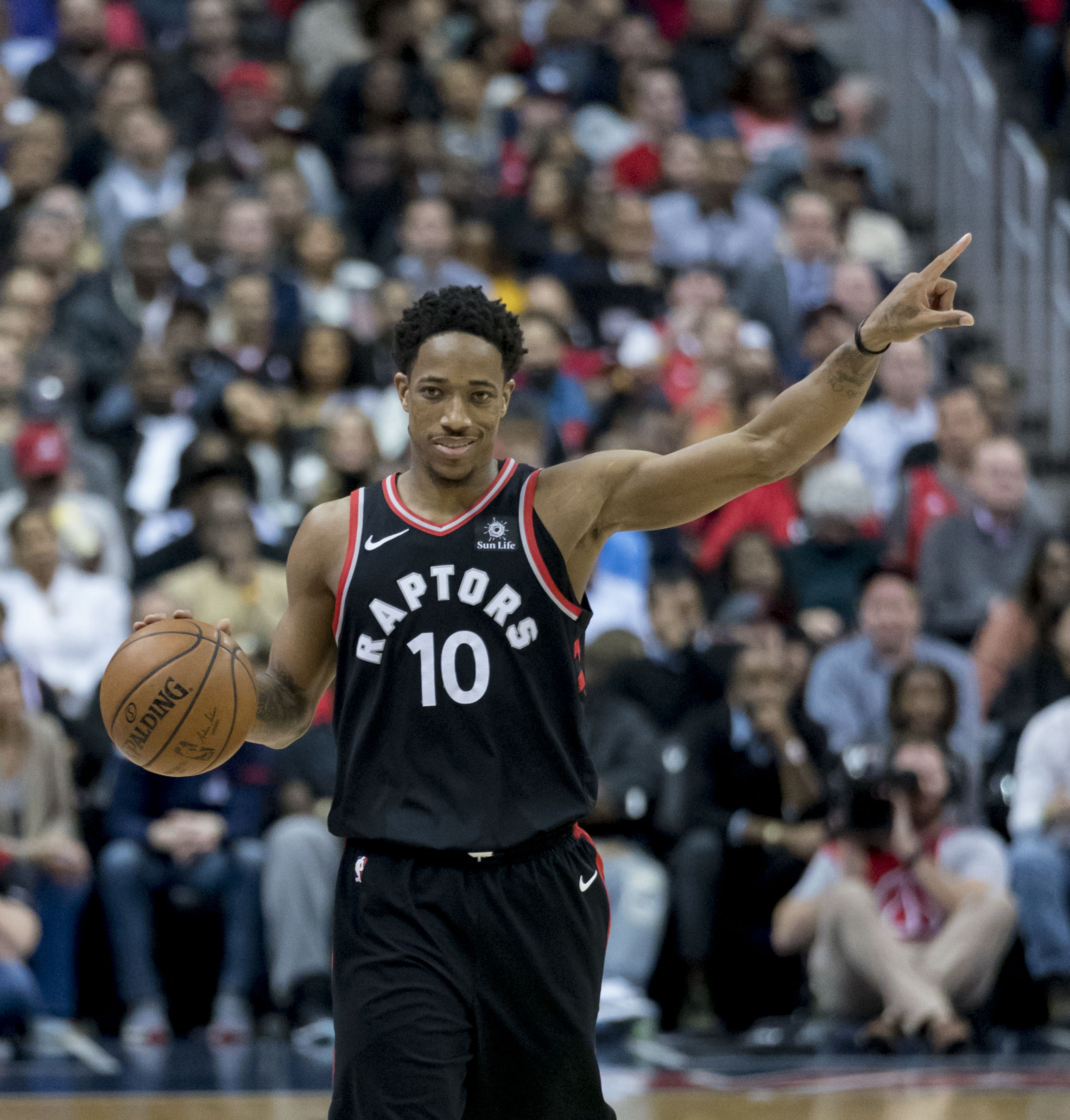
Дерозан у 2018

Починав грати у баскетбол у команді Комптонської старшої школи Комптон, Каліфорнія. Приводив школу до чемпіонства у лізі Південної Каліфорнії. Коли закінчував школу 2008 року, вважався одним з найперспективніших баскетболістів-школярів США та отримав пропозиції від Університету штату Арізона та Університету Північної Кароліни приєднатись до їхніх команд. Однак надав перевагу залишитись ближче до дому, вибравши Університет Південної Каліфорнії, за команду якого виступав один рік (2008–2009). У свій перший та останній рік в студентській лізі провів 35 матчів, виходячи в старті, та набираючи 13,9 очок, 5,7 підбирань та 1,5 ассиста.
2009 року був обраний у першому раунді драфту НБА під загальним 9-м номером командою «Торонто Репторз». Пояснюючи своє бажання іти на драфт, а не залишатися в коледжі, зазначив необхідність фінансової допомоги своїй матері, яка хворіла на системний червоний вовчак.
У своєму дебютному сезоні відразу взяв участь у конкурсі слем-данків, програвши тільки у фіналі Нейту Робінсону. 2011 року знову змагався у цьому конкурсі, зайнявши третє місце.
22 січня 2014 року провів на той момент найкращу гру у своїй кар'єрі, набравши 40 очок у матчі проти «Далласа». А 30 січня був вибраний для участі у Матчі всіх зірок НБА 2014 як запасний захисник. 
30 березня 2015 року підняв планку своєї результативності, набравши 42 очки у матчі проти «Г'юстон Рокетс». 17 квітня був названий гравцем квітня Східної конференції, що раніше вдавалося лише Кайлу Лаурі та Крісу Бошу серед гравців «Торонто».
Наступного року, 28 січня 2016 року знову був вибраний для участі у Матчі всіх зірок. Він разом з Кайлом Лаурі також був названий гравцем січня Східної конференції. У січні їм вдалось довести переможну серію «Репторз» до 11 перемог. 22 лютого здобув 233 перемогу у складі «Репторз» та обігнав за цим показником Кріса Боша та Морріса Пітерсона. В цьому сезоні ДеРозан допоміг «Торонто» дійти до фіналу Східної Конференції, де, втім, його команда програла серію «Клівленд Кавальєрс» 2-4.
14 липня 2016 року підписав з «Рапторз» новий п'ятирічний контракт на суму 139 млн. доларів. 26 жовтня 2016 року в першому ж матчі сезону набрав 40 очок за гру у матчі проти «Детройт Пістонс». 28 грудня набрав 29 очок у матчі проти «Голден Стейт», що зробило його найрезультативнішим гравцем в історії франшизи Торонто (10,290 очок), обійшовши Кріса Боша (10,275 очок). 19 січня 2017 року був включений до стартового складу Матчу всіх зірок 2017. 24 лютого забив 43 очки у матчі проти «Бостон Селтікс», що стало його кращим результатом в кар'єрі. У плей-оф команда пройшла «Мілвокі Бакс» в першому раунді, проте нічого не змогла протиставити «Клівленду» в наступному, вилетівши з турніру. За підсумками сезону був включений до складу символічної третьої збірної НБА.
21 грудня 2017 року у матчі проти «Філадельфія Севенті Сіксерс» оновив свій рекорд результативності, набравши 45 очок. В цьому матчі він також забив шість триочкових кидків. 1 січня 2018 року встановив рекорд франшизи, набравши 52 очки у матчі проти «Мілвокі Бакс». Це дозволило Торонто здобути 12 домашню перемогу поспіль, що стало повторенням рекорду франшизи, а Дерозан став третім в історії клубу, кому вдавалось набрати за матч більше 50 очок (інші гравці — Вінс Картер та Терренс Росс). 18 січня 2018 року вдруге поспіль був обраний як стартовий гравець збірної гравців команд Сходу для Матчу всіх зірок. 1 лютого був названий найкращим баскетболістом січня Східної конференції.
У другому матчі плей-оф проти «Вашингтон Візардс» Дерозан повторив свій рекорд результативності в плей-оф, набравши 37 очок. «Репторз» пройшли «Вашингтон», проте в наступному раунді були розгромлені «Клівлендом». За підсумками сезону Дерозан був включений до Другої збірної НБА.
18 липня 2018 року разом з Якобом Пельтлем та майбутнім драфт-піком був обміняний до «Сан-Антоніо Сперс» на Кавая Леонарда та Денні Гріна. 2 грудня провів найрезультативніший матч сезону, набравши 36 очок проти «Портленда».
11 серпня 2021 року був обміняний до «Чикаго Буллз». Взимку 2022 року взяв участь у матчі всіх зірок НБА.

## Статистика виступів

### Коледж
| Сезон   | Команда | GP | GS | MPG  | FG%  | 3P%  | FT%  | RPG | APG | SPG | BPG | PPG  |
| ------- | ------- | -- | -- | ---- | ---- | ---- | ---- | --- | --- | --- | --- | ---- |
| 2008–09 | УПК     | 35 | 35 | 33.4 | .523 | .167 | .646 | 5.7 | 1.5 | .9  | .4  | 13.9 |

### Регулярний сезон
| Сезон            | Команда          | GP  | GS  | MPG  | FG%  | 3P%  | FT%  | RPG | APG | SPG | BPG | PPG  |
| ---------------- | ---------------- | --- | --- | ---- | ---- | ---- | ---- | --- | --- | --- | --- | ---- |
| 2009–10          | Торонто          | 77  | 65  | 21.6 | .498 | .250 | .763 | 2.9 | .7  | .6  | .2  | 8.6  |
| 2010–11          | Торонто          | 82  | 82  | 34.8 | .467 | .096 | .813 | 3.8 | 1.8 | 1.0 | .4  | 17.2 |
| 2011–12          | Торонто          | 63  | 63  | 35.0 | .422 | .261 | .810 | 3.3 | 2.0 | .8  | .3  | 16.7 |
| 2012–13          | Торонто          | 82  | 82  | 36.7 | .445 | .283 | .831 | 3.9 | 2.5 | .9  | .3  | 18.1 |
| 2013–14          | Торонто          | 79  | 79  | 38.2 | .429 | .305 | .824 | 4.3 | 4.0 | 1.1 | .4  | 22.7 |
| 2014–15          | Торонто          | 60  | 60  | 35.0 | .413 | .284 | .832 | 4.6 | 3.6 | 1.2 | .2  | 20.1 |
| 2015–16          | Торонто          | 78  | 78  | 35.9 | .446 | .338 | .850 | 4.5 | 4.0 | 1.0 | .3  | 23.5 |
| 2016–17          | Торонто          | 74  | 74  | 35.4 | .467 | .266 | .842 | 5.2 | 3.9 | 1.1 | .2  | 27.3 |
| 2017–18          | Торонто          | 80  | 80  | 33.9 | .456 | .310 | .825 | 3.9 | 5.2 | 1.1 | .3  | 23.0 |
| 2018–19          | Сан-Антоніо      | 77  | 77  | 34.9 | .481 | .156 | .830 | 6.0 | 6.2 | 1.1 | .5  | 21.2 |
| 2019–20          | Сан-Антоніо      | 68  | 68  | 34.1 | .531 | .257 | .845 | 5.5 | 5.6 | 1.0 | .3  | 22.1 |
| 2020–21          | Сан-Антоніо      | 61  | 61  | 33.7 | .495 | .257 | .880 | 4.2 | 6.9 | .9  | .2  | 21.6 |
| 2021–22          | Чикаго           | 76  | 76  | 36.1 | .504 | .352 | .877 | 5.2 | 4.9 | .9  | .3  | 27.9 |
| Кар'єра          | Кар'єра          | 957 | 945 | 34.3 | .465 | .288 | .837 | 4.4 | 3.9 | 1.0 | .3  | 20.8 |
| Матчі усіх зірок | Матчі усіх зірок | 5   | 3   | 22.2 | .552 | .125 | .800 | 3.8 | 3.4 | 1.0 | .0  | 14.6 |

### Плейофф
| Сезон   | Команда     | GP | GS | MPG  | FG%  | 3P%  | FT%  | RPG | APG | SPG | BPG | PPG  |
| ------- | ----------- | -- | -- | ---- | ---- | ---- | ---- | --- | --- | --- | --- | ---- |
| 2014    | Торонто     | 7  | 7  | 40.3 | .385 | .333 | .899 | 4.1 | 3.6 | 1.1 | .3  | 23.9 |
| 2015    | Торонто     | 4  | 4  | 39.8 | .400 | .375 | .824 | 6.3 | 5.8 | 1.5 | .0  | 20.3 |
| 2016    | Торонто     | 20 | 20 | 37.3 | .394 | .154 | .813 | 4.2 | 2.7 | 1.1 | .2  | 20.9 |
| 2017    | Торонто     | 10 | 10 | 37.3 | .434 | .067 | .888 | 4.9 | 3.4 | 1.4 | .0  | 22.4 |
| 2018    | Торонто     | 10 | 10 | 35.4 | .437 | .286 | .811 | 3.6 | 4.0 | .5  | .6  | 22.7 |
| 2019    | Сан-Антоніо | 7  | 7  | 35.9 | .487 | .000 | .864 | 6.7 | 4.6 | 1.1 | .1  | 22.0 |
| 2022    | Чикаго      | 5  | 5  | 40.6 | .411 | .000 | .867 | 5.4 | 4.8 | 1.8 | .4  | 20.8 |
| Кар'єра | Кар'єра     | 63 | 63 | 37.6 | .418 | .214 | .852 | 4.7 | 3.7 | 1.1 | .2  | 21.8 |